# M. Hoke Smith
Michael Hoke Smith, född 2 september 1855 i Newton, North Carolina, död 27 november 1931 i Atlanta, Georgia, var en amerikansk publicist och politiker (demokrat). Han tjänstgjorde som USA:s inrikesminister 1893-1896. Han var guvernör i delstaten Georgia 1907-1909 och 1911. Han representerade sedan Georgia i USA:s senat 1911-1921. Som guvernör företrädde han en rasistisk linje och introducerade nya Jim Crow-lagar i Georgia.
Smith studerade juridik och inledde 1873 sin karriär som advokat i Atlanta. Hans förmögenhet växte och han köpte år 1887 tidningen Atlanta Journal. Han var ansvarig utgivare fram till år 1900. Han gav starkt stöd år Grover Clevelands kampanj i presidentvalet i USA 1892. Efter valsegern utnämnde Cleveland honom till inrikesminister. Han avgick 1896 och efterträddes av David R. Francis.
Smith hade inte utmärkt sig som rasist under sin tid som inrikesminister. Men i guvernörsvalet i Georgia 1906 behövde han stöd från populisten Thomas E. Watson som efter sekelskiftet 1900 hade blivit ökänd som rasist och som anhängare av Ku Klux Klan. Smith vann guvernörsvalet och i gengäld ville Watson att de svarta medborgare, som fortfarande fick rösta, skulle fråntas sin rösträtt. Smith skred till verket och nya lagar stiftades så att de som röstade skulle bevisa sin läskunnighet och ha en tillräcklig förmögenhet. Dessa lagar tillämpades sedan på ett rasistiskt sätt så att de svarta fick svårare att bevisa att de uppfyllde de nya kraven. Smith efterträddes 1909 som guvernör av Joseph Mackey Brown. Han efterträdde sedan Brown som guvernör den 1 juli 1911. Senator Joseph M. Terrell avgick en kort tid senare och efterträddes av Smith.
Smith omvaldes i senatsvalet 1914. Han besegrades sedan av Thomas E. Watson i demokraternas primärval inför senatsvalet 1920.
Smith var presbyterian. Hans gravsattes på Oakland Cemetery i Atlanta.